# La eternidad y un día
La eternidad y un día (en griego Mia aioniotita kai mia mera) es una coproducción fílmica de Grecia, Francia, Alemania e Italia de 1998, dirigida por Theo Angelopoulos, con Bruno Ganz como protagonista. Ganadora de la Palma de oro del Festival de Cannes de 1998.

## Argumento
Alexander (Bruno Ganz) es un poeta griego al que le restan sólo unos días de vida. Frente a su muerte, el protagonista piensa y recorre su existencia con la certeza de que es y ha sido un extraño a sí mismo y a su propia vida. Por intermedio de las cartas de Anna (Isabelle Renauld), su fallecida esposa, Alexander descubre cuánto ella lo amó, mientras él estaba ocupado en su oficio literario y sus exilios interiores. 
A pocas horas de su muerte, Alexander se encuentra con un niño albanés (Achilleas Skevis) que ha cruzado la frontera para sobrevivir en Grecia entre el acoso de la policía y de las mafias que abusan de sus padres. El pequeño ofrece a Alexander la oportunidad de, por primera vez en su vida, comprometerse con el otro y expresarle su afecto. 
La relación entre ambos está marcada por la angustia de dos posiciones existenciales bien definidas: por un lado, el niño, que termina por no regresar a su país, tendrá que enfrentarse a su futuro, recién comienza a vivir y buscará su destino en un barco rumbo a Italia. Por el otro, el poeta, que enfrentando el final de su ser, repasa con nostalgia y amor lo que han sido sus días en este mundo.

## Espectadores
Desde su estreno en el año 1998 la película ha sido vista por 444 032 espectadores en Europa, principalmente en Francia (169 575), Alemania (60 076), Italia (42 963) y España (38 364), las cifras en Grecia no son conocidas. Es una de las películas de Angelopoulos que más espectadores ha tenido.